# Matti Perttilä
Matti Perttilä (n. 21 ianuarie 1896, Isokyrö, Marele Principat al Finlandei, Imperiul Rus – d. 12 mai 1968, Isokyrö, Vaasa Province⁠(d), Finlanda) a fost un luptător ce a reprezentat Finlanda, medaliat olimpic. A participat la o ediție a Jocurilor Olimpice (1920) în care a câștigat o medalie de bronz.

## Participări
Lista de mai jos prezintă principalele competiții la care a participat Matti Perttilä de-a lungul carierei.
- wrestling at the 1920 Summer Olympics – men's Greco-Roman middleweight[*]